# 核糖体结合位点
核糖体结合位点（英語：Ribosome-binding site），簡稱RBS，是位於信使核糖核酸（mRNA）起始密碼子上游，在轉譯起始時可結合核糖體的序列。

## 原核生物
原核生物的核糖體結合位點為夏因-达尔加诺序列（SD序列），其序列為5'-AGGAGG-3'，核糖體小次單元中的16S 核糖体RNA（16s rRNA）則有與之互補的反夏因-達爾加諾序列（5'-CCUCCU-3'），轉譯起始時，這兩個序列可透過鹼基間的氫鍵相互結合。

## 真核生物
核糖体自组装发生之后，在Kozak序列内部的起始密码子处翻译起始。因为Kozak序列并未参与核糖体自组装，它通常不被视为核糖体结合位点。